# Fagonia tenuifolia
Fagonia tenuifolia är en pockenholtsväxtart som beskrevs av Steud. & Hochst. och Pierre Edmond Boissier. Fagonia tenuifolia ingår i släktet Fagonia och familjen pockenholtsväxter. Inga underarter finns listade i Catalogue of Life.